# Acromyrmex evenkul
Acromyrmex evenkul är en myrart som beskrevs av Barry Bolton 1995. Acromyrmex evenkul ingår i släktet Acromyrmex och familjen myror. Inga underarter finns listade i Catalogue of Life.